# Niambia palmetensis
Niambia palmetensis là một loài chân đều trong họ Platyarthridae. Loài này được Vandel miêu tả khoa học năm 1959.